# Enderlin
Enderlin és una població dels Estats Units a l'estat de Dakota del Nord. Segons el cens del 2000 tenia 947 habitants.

## Demografia
Segons el cens del 2000, Enderlin tenia 947 habitants, 406 habitatges, i 233 famílies. La densitat de població era de 259,3 hab./km².
Dels 406 habitatges en un 27,3% hi vivien nens de menys de 18 anys, en un 47,8% hi vivien parelles casades, en un 6,2% dones solteres, i en un 42,4% no eren unitats familiars. En el 37,9% dels habitatges hi vivien persones soles el 20,2% de les quals corresponia a persones de 65 anys o més que vivien soles. El nombre mitjà de persones vivint en cada habitatge era de 2,2 i el nombre mitjà de persones que vivien en cada família era de 2,96.
Per edats la població es repartia de la següent manera: un 22,8% tenia menys de 18 anys, un 5,5% entre 18 i 24, un 23,4% entre 25 i 44, un 22,6% de 45 a 60 i un 25,7% 65 anys o més.
L'edat mediana era de 44 anys. Per cada 100 dones de 18 o més anys hi havia 96,5 homes.
La renda mediana per habitatge era de 32.589 $ i la renda mediana per família de 41.250 $. Els homes tenien una renda mediana de 36.042 $ mentre que les dones 21.023 $. La renda per capita de la població era de 20.883 $. Entorn del 4,7% de les famílies i el 7,1% de la població estaven per davall del llindar de pobresa.

## Poblacions més properes
El següent diagrama mostra les poblacions més properes.